# Quidam (album)
Quidam – album debiutancki zespołu Quidam wydany w 1996 nakładem wydawnictwa Ars Mundi. Płyta doczekała się dwóch reedycji: W 2006 nakładem Rock-Serwis w dwupaku z Rzeką wspomnień zawierającą niepublikowane nagrania i w 2021 nakładem GAD Records.

## Lista utworów
Opracowano na podstawie materiału źródłowego:
| 1. | Sanktuarium” (muz. Jarosław Szajerski, Maciej Meller, Zbigniew Florek; sł. Emila Derkowska, Jarosław Szajerski) | 8:57    |
|    | |         |
| 2. | Choćbym” (muz. Maciej Meller, Radosław Scholl, Zbigniew Florek; sł. Wojciech Szadkowski)                        | 7:05    |
|    | |         |
| 3. | Bajkowy” (muz. Maciej Meller, Zbigniew Florek; sł. Danuta Niewiadomska)                                         | 3:42    |
|    | |         |
| 4. | Głęboka rzeka” (muz. Emila Derkowska, Maciej Meller, Zbigniew Florek; sł. Sebastian Chosinsky)                  | 8:03    |
|    | |         |
| 5. | Nocne widziadła” (muz. Maciej Meller, Zbigniew Florek; sł. Zbigniew Florek)                                     | 7:21    |
|    | |         |
| 6. | Niespełnienie” (muz. Maciej Meller, Zbigniew Florek; sł. Michał Wojciechowski, Wojciech Szadkowski)             | 9:44    |
|    | |         |
| 7. | Warkocze” (Maciej Meller, Zbigniew Florek; sł. Monika Dziewiałtowska-Gintowt)                                   | 4:07    |
|    | |         |
| 8. | Bijące serca” (muz. Maciej Meller, Zbigniew Florek)                                                             | 1:53    |
|    | |         |
| 9. | Płonę” (muz. Maciej Meller, Rafał Jermakow, Zbigniew Florek; sł. Wojciech Szadkowski)                           | 14:09   |
|    | |         |
|    | | 1:05:01 |
|    | |         |

## Twórcy
Opracowano na podstawie materiału źródłowego.

- Zbigniew Florek – producent, instrumenty klawiszowe
- Rafał Jermakow – perkusja, instrumenty perkusyjne
- Maciej Meller – gitara
- Radosław Scholl – gitara basowa
- Ewa Smarzynska – flet
- Mirosław Gil – gitara (2)
- Kamila Kamińska – wokal wspierający (4)
- Monika Margielewska – obój (1, 7)
- Mieczysław Stoch – producent
- Wojciech Szadkowski – producent